# プレス機
プレス機（プレスき）とは、機械的な応力で被加工物に 変形・切断などの加工を行う機械の総称である。

## 概要
主なものでは、金属板を打ち抜き・変形させるプレス機械、CDの反射幕の凹凸成形を行うCDプレス機などがある。また、被加工物の変形を伴わない、印刷を行うための印刷機などもある。
プレス機を使用するには、圧締・変形・剪断などの工程をおこなうための型（金型）が必要となる（型の価格がプレス機本体より高い場合もある）。一般的な手順としては、プレス機に型をセットし、その上に素材を置き、対となる型を上から荷重を掛けて押すことで素材を加工する（型が上または下にしかない場合もある）。
荷重は大きいものだと数万トンクラスになる。工作機械においては、プレス速度は速いものでは1分間に数百回程度できるものもある。

## 用途による分類
- 打ち抜き
- 変形
- 締め固め
- 圧縮
- 転写
- 接着
- 締め込み
- 圧入

## 荷重源による分類
- ハンドプレス機
- 電動プレス機
- 油圧プレス機

## その他のプレス機
- アイロンプリントプレス機
- 版画プレス機[2]
- カッタープレス機
- 冷間等方圧加圧機(CIP機)

## 主なプレス機メーカー
- コマツ産機
- アマダ
- アイダエンジニアリング
- エイチアンドエフ
- 日本電産シンポ
- シューラー（ドイツ）

## 脚註
1. ↑  印刷機は英語で Printing press と訳す。印刷#プレスとプリントを参照。
2. ↑  MAU造形ファイル　プレス機の節